# In My Feelings
In My Feelings is een nummer van de Canadese muzikant Drake uit 2018. Het is de vijfde single van zijn vijfde studioalbum Scorpion.
Het nummer bevat, naast zang van Drake zelf, ook vocals van het hiphopduo City Girls, maar zij staan niet vermeld op de credits van het nummer. "In My Feelings" werd in veel landen een grote hit. Zo haalde het de nummer 1-positie in de Amerikaanse Billboard Hot 100 en de Nederlandse Top 40. In de Vlaamse Ultratop 50 pakte het nummer de 6e positie.

## Covers en gesampled
Het lied werd in 2019 door Dimitri Vegas & Like Mike en Frenna gesampled in het lied Daar gaat ze (nooit verdiend).